# AIX Racing

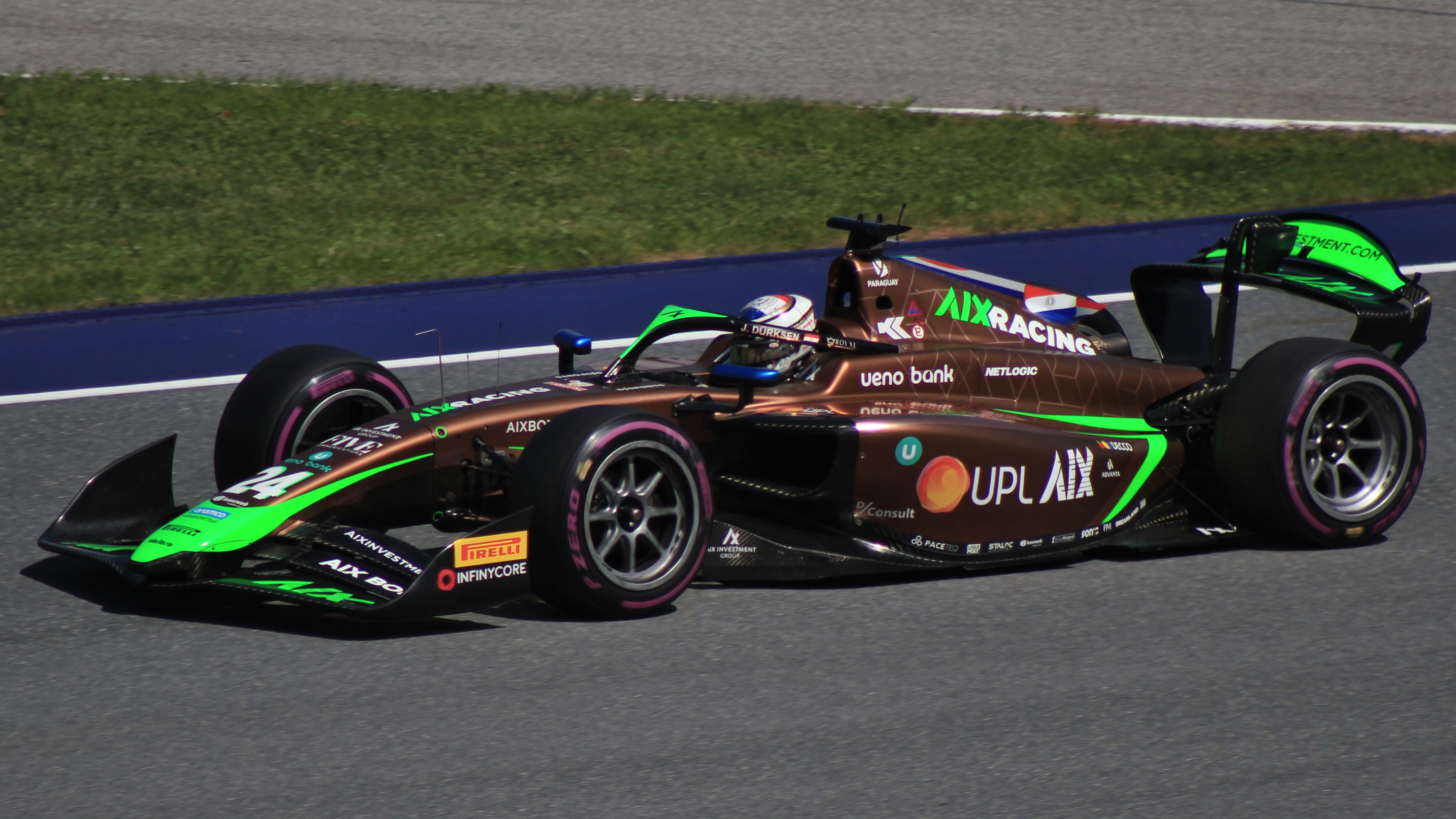
Joshua Dürksen conduciendo el F2 de AIX Racing en Austria.

AIX Racing es un equipo alemán de automovilismo que compite actualmente en el Campeonato de Fórmula 2 de la FIA y en el Campeonato de Fórmula 3 de la FIA. Comenzó a competir en 2024 tras adquirir la estructura de Fórmula 2 y Fórmula 3 de PHM Racing.

## Historia
AIX Racing se formó a partir de los equipos de Fórmula 2 y Fórmula 3 de PHM Racing. En 2023, PHM había anunciado un nuevo acuerdo de patrocinio con el AIX Investment Group, con sede en Dubái, por el cual el equipo pasaría a llamarse PHM AIX Racing en 2024. Posteriormente, AIX completó la adquisición de las estructuras de F2 y F3 en mayo de 2024, y competiría como AIX Racing a partir de las rondas de Imola en ambos campeonatos.
En la ronda de Imola de F2, el equipo consiguió su primer podio con el piloto Joshua Dürksen finalizando en tercer lugar en la carrera principal. En la ronda de Mónaco, Taylor Barnard obtuvo su primera victoria, tanto para él como para el equipo, en la carrera corta.

## Línea de tiempo
| Categorías actuales               | Categorías actuales |
| --------------------------------- | ------------------- |
| Campeonato de Fórmula 2 de la FIA | 2024-               |
| Campeonato de Fórmula 3 de la FIA | 2024-               |